# Cathédrale du Sacré-Cœur de Lomé
Cette  cathédrale n’est pas la seule cathédrale du Sacré-Cœur.
La cathédrale du Sacré-Cœur de Lomé est l'église-mère de l'archidiocèse de Lomé (depuis le 14 septembre 1955), l'une des sept circonscriptions ecclésiastiques catholiques de la république du Togo. Érigée en à peine plus d'un an, d'avril 1901 à septembre 1902, par les autorités coloniales allemandes, elle est alors l'un des édifices emblématiques de la nouvelle capitale togolaise.

## Histoire
Les premiers missionnaires catholiques s'installent dans le petit port de Lomé en 1892, alors que quelques années à peine après l'arrivée des missionnaires méthodistes, implantés quant à eux dans la ville de Aného. Au nombre de cinq, ses missionnaires allemands (la colonie du Togoland fait partie de l'Empire colonial allemand) appartiennent à une congrégation appelée « Société du Verbe-Divin ». L'une de leurs premières actions en arrivant dans le port de Lomé — alors poumon économique mais non politique de la colonie — est de bâtir une mission jouxtant le logis provisoire dans lequel ils se sont installés. 
Les travaux débutent au mois d'août 1892 et ne durent que quelques semaines : sortent ainsi de terre une chapelle, une école et un dispensaire. La chapelle initiale s'avère très vite de dimensions trop modestes (9 × 5 × 2 mètres) pour la communauté catholique, et doit être agrandie en 1893 et en 1897.
En avril 1901, débute la construction de l'église du Sacré-Cœur, appelée à devenir la principale église de la préfecture apostolique du Togo. Les travaux dirigés par le frère Johannes Hopfer SVD  sont exécutés par des apprentis charpentiers ou maçons togolais, qui parviennent à réaliser en seulement quelques mois le gros-œuvre. 
Le 21 septembre 1902, une cérémonie solennelle présidée par Mgr Albert, vicaire apostolique de la Côte-de-l'Or, marque la consécration du nouveau sanctuaire, qui devient l'un des symboles du paysage urbain d'une capitale togolaise en pleine expansion. La préfecture apostolique du Togo est érigée en vicariat apostolique en 1914 avec Mgr Wolf à sa tête.
La communauté catholique se structure assez rapidement. Après la Première Guerre mondiale, les missionnaires allemands sont remplacés par des missionnaires français, Lomé faisant partie du nouveau Togo, colonie française, et la ville est le siège du vicariat apostolique du Togo, devenu vicariat apostolique de Lomé en 1938 et toujours tenu par Mgr Jean-Marie Cessou, présent depuis 1923. Dès 1928, le premier prêtre d'origine togolaise, le père Henri Kwakumé, avait été ordonné par Mgr Cessou. Le vicariat apostolique de Lomé est érigé en archidiocèse le 14 septembre 1955, sous l'épiscopat de Mgr Strebler (1892-1984).
Le 9 août 1985, le pape Jean-Paul II célèbre la messe dans la cathédrale.
Le 2 janvier 2017, la cathédrale subit un important incendie.

## Architecture
D'un point de vue architectural, la cathédrale est un édifice fortement influencé par l'architecture gothique européenne, et plus spécifiquement par l'église de Steyl, petite ville des Pays-Bas d'où est originaire la « Société du Verbe-Divin » dont faisaient partie les premiers missionnaires catholiques allemands, repliés depuis le Kulturkampf de Bismarck dans cette ville à la frontière allemande. 
Basée sur un plan basilical, elle se compose d'une nef de sept travées couverte d'une voûte d'arêtes et bordée de collatéraux. Une galerie haute a été aménagée en 1914 afin d'augmenter la capacité d'accueil de l'édifice. À l'extérieur, le surhaussement des murs de la dernière travée de la nef donne l'illusion d'un transept.
Un arc triomphal ogival sépare la nef de l'abside, éclairée par une série de larges baies d'inspiration gothique. À l'opposé, une tribune aménagée à l'entrée de l'édifice accueille d'impressionnantes grandes orgues. 
La façade s'inspire largement de l'architecture gothique nord-européenne, encore que la polychromie (tons ocre sur tons blancs) confère à l'édifice un style tout particulier. Percée d'une rosace, elle est flanquée de deux clochers jumeaux surmontés de flèches ajourées.